# 小卡尔
小卡尔是德国巴伐利亚州的一个市镇。总面积11.86平方公里，总人口1859人，其中男性949人，女性910人（2011年12月31日），人口密度157人/平方公里。